# Leukderbeek
De Leukderbeek is een beek in Nederlands Zuid-Limburg in de gemeente Meerssen. De beek ligt bij Geulle op de rechteroever van de Maas en heeft een lengte van ruim 600 meter.
Ongeveer 100 meter noordelijker ligt het brongebied van de Heiligenbeek en ongeveer 200 meter naar het zuidwesten ligt de Bosbeek.

## Ligging
De beek ligt op de westelijke helling van het Centraal Plateau in de overgang naar het Maasdal. De bron van de beek ligt in het Bunderbos op de helling ten westen van Moorveld, ten zuidoosten van Hulsen en ten noordoosten van Oostbroek. In het hellingbos stroomt de beek vanaf de bron in westelijke richting en heeft de beek een aftakking naar een waterbuffer. Aan de rand van het bos gaat de beek onder de spoorlijn Maastricht - Venlo door en stroomt in noordwestelijke richting naar Hulsen tot aan de Hulserstraat om vanaf daar ongeveer 100 meter overkluisd in noordelijke richting te lopen en daar uit te monden op de Heiligenbeek. De Heiligenbeek mondt ongeveer 600 meter verder uit in de Verlegde Broekgraaf, die op haar beurt bij Kasteel Geulle samenvloeit met de Molenbeek en de Zandbeek om de Oude Broekgraaf te vormen die uiteindelijk in de Maas uitmondt.

## Geologie
De Leukderbeek ontspringt ten zuiden van de Geullebreuk op een hoogte van ongeveer 85 meter boven NAP. Op deze hoogte dagzoomt klei uit het Laagpakket van Kleine-Spouwen dat in de bodem een ondoorlatende laag vormt, waardoor het grondwater op deze hoogte uitstroomt. De beek heeft als gevolg van het vele water een erosiedal gevormd in de Maasdalhelling.